# Slag bij Dresden

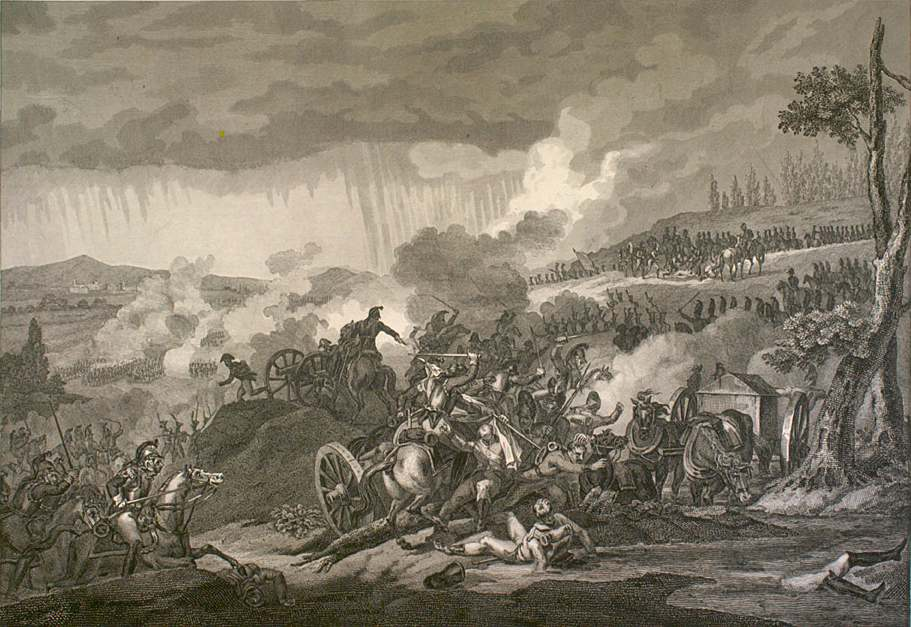
Slag bij Dresden

De slag bij Dresden (26-27 augustus 1813) was een veldslag in de herfstcampagne van 1813 die tot de slag bij Leipzig leidde. Het werd een grote Franse overwinning.

## De Herfstcampagne
Aan het begin van de herfstcampagne telde het Franse veldleger in Saksen en Silezië in totaal ongeveer 400.000 man. Dit leger bestond voor het grootste deel uit rekruten uit het Franse rijk, ongeveer 90.000 man van de Duitse Rijnbond, een groot contingent Polen en verschillende kleine contingenten uit andere staten. Het geallieerde veldleger telde ongeveer 500.000 man. De Russen hadden het grootste contingent, gevolgd door de Pruisen en de Oostenrijkers. Verder was er een korps Zweden en verschillende kleine contingenten uit andere staten.
De Fransen hadden het voordeel van een centrale positie en van grote voorraden in verschillende vestingen. Het geallieerde veldleger was verdeeld in drie legers. De drie geallieerde legers stonden onder het bevel van de Pruisische maarschalk Blücher, de kroonprins van Zweden (de vroegere Franse maarschalk Jean Bernadotte) en de Oostenrijkse maarschalk Schwarzenberg. Door zijn centrale positie kon Napoleon elk geallieerd leger individueel aanvallen met een overmacht, terwijl hij de andere twee legers met minder troepen op een afstand hield. De strategie van de geallieerden bestond uit het ontwijken van aanvaringen met Napoleon, maar aan te sturen op gevechten met zijn maarschalken, mits de geallieerden een overmacht hadden. Pas als de drie geallieerde legers samengevoegd waren mocht er slag geleverd worden met de hoofdmacht met Napoleon in eigen persoon.

## Aanloop naar de slag
Napoleon marcheerde met 130.000 man richting het geallieerde leger van 95.000 man in Silezië onder maarschalk Blücher. Blücher trok terug en de twee andere geallieerde legers naderden. Het geallieerde leger van Bohemen bedreigde Napoleons basis Dresden. Napoleon gaf het commando van het leger van de Bober aan maarschalk Macdonald en snelde samen met zijn Keizerlijke Garde terug naar Dresden. Dresden werd bewaakt door het korps van maarschalk Laurent de Gouvion Saint-Cyr, zo'n 20.000 man. De stad was door de Fransen versterkt en klaargemaakt voor de verdediging. Op 25 augustus had Schwarzenberg er 80.000 man tegen in te brengen. De commandostructuur in het leger van Bohemen was ingewikkeld: de keizers van Oostenrijk en Rusland én de koning van Pruisen waren aanwezig. Er werd in plaats van een aanval krijgsraad gehouden. Er zou de volgende ochtend vroeg worden aangevallen.

## De slag bij Dresden
Op 26 augustus hadden 150.000 geallieerde troepen zich verzameld in vijf grote aanvalscolonnes. Deze zetten zich in beweging richting Dresden. De geallieerden verwachtten weinig tegenstand aangezien ze de troepen van St.-Cyr in aantal verre overtroffen. En inderdaad werden de Fransen steeds verder teruggedrongen. De verdediging werd echter steeds hardnekkiger.
Toen de geallieerden tot vlak bij de stad zelf genaderd waren was dit het teken voor Napoleon om zijn 90.000 man versterking in de strijd te gooien. Twee divisies van de Jonge Garde vielen de colonne van generaal Wittgenstein aan. Na harde gevechten werden de Russen teruggedrongen. St.-Cyr, versterkt door twee andere divisies Jonge Garde, dreef Kleists Pruisen en Colloredo's Oostenrijkers in het centrum terug. Op Napoleons rechterflank werden Gyulais Oostenrijkers tegengehouden. De eerste dag van de slag was voorbij.
's Nachts regende het. Hoewel in de minderheid was Napoleon duidelijk in het voordeel. Zijn troepen hadden geen last van de regen omdat ze in Dresden ingekwartierd zaten. Ook kreeg Napoleon constant versterkingen, o.a. de korpsen van Victor en Marmont. Voor de geallieerden was dit allemaal niet het geval. Bovendien waren hun troepen gedemoraliseerd door de Franse successen. Toch werd besloten om 's morgens opnieuw aan te vallen.

### De tweede dag

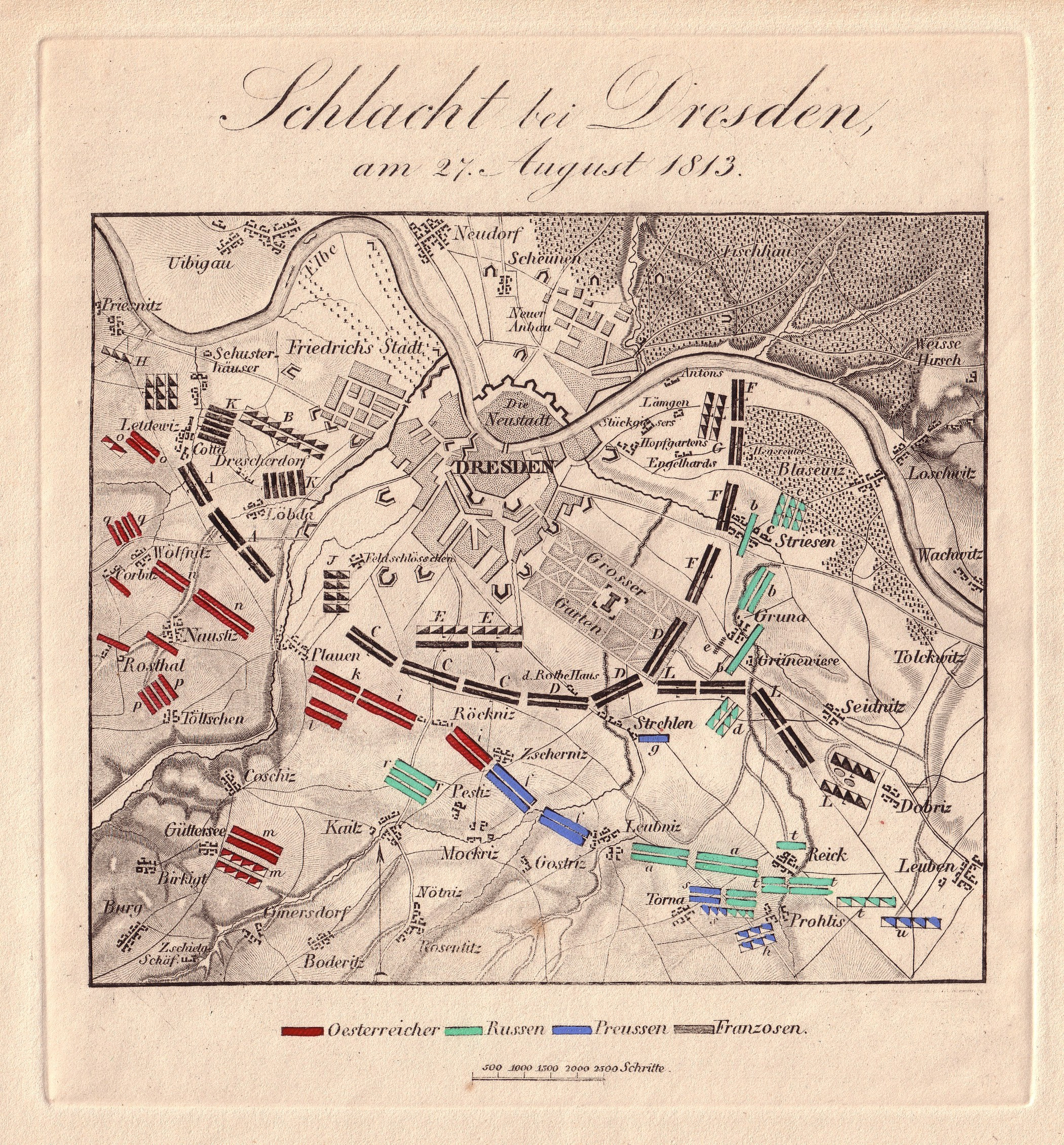
De toestand op 27 augustus

De geallieerden hervatten hun offensief 's morgens. Kleists Pruisen sloegen St.-Cyrs korps terug, Colloredo's Oostenrijkers rukten op in het centrum en Wittgenstein maakte ook goede vorderingen op de rechterflank. Op de geallieerde linkerflank, die in de minderheid was, ging het minder goed. De Franse rechterflank stond onder bevel van maarschalk Joachim Murat. Zijn flank was 36.000 man sterk en de Oostenrijkers hadden 28.000 man. Het korps van Victor viel Gyulais Oostenrijkers aan en ondertussen maakten de cavaleristen van Charles César de Fay de La Tour-Maubourgs cavaleriekorps een omtrekkende beweging. De Oostenrijkers trokken zich haastig terug, maar waren omsingeld door de cavalerie. Niet in staat hun musketten af te vuren in de stromende regen, gaven 9000 infanteristen zich over. Marmonts korps versterkte St.-Cyrs eenheid. Het offensief van Kleist en Colloredo liep vast en het gevecht in het centrum mondde uit in een artillerieduel dat de hele dag duurde. Wittgenstein en de Jonge Garde hielden elkaar in evenwicht.
Napoleon had de overwinning bijna binnen. Zijn rechterflank had een totale overwinning behaald, zijn centrum hield goed stand en het front op zijn linkerflank zat muurvast. De geallieerden stonden op het punt hun laatste reserves in de strijd te gooien toen het bericht binnenkwam dat Dominique Vandammes korps Pirna had veroverd. Hierdoor dreigde de terugtocht afgesneden te worden, dus trokken de geallieerden zich terug.
Dit was een geweldige overwinning voor Napoleon. Hij had 11.000 man gevangengenomen, inclusief de Oostenrijkse luitenant-veldmaarschalk Joseph, Baron von Mesko de Felsö-Kubiny. Verder had hij dertig kanonnen en tientallen bagagewagens veroverd.

## Moreau

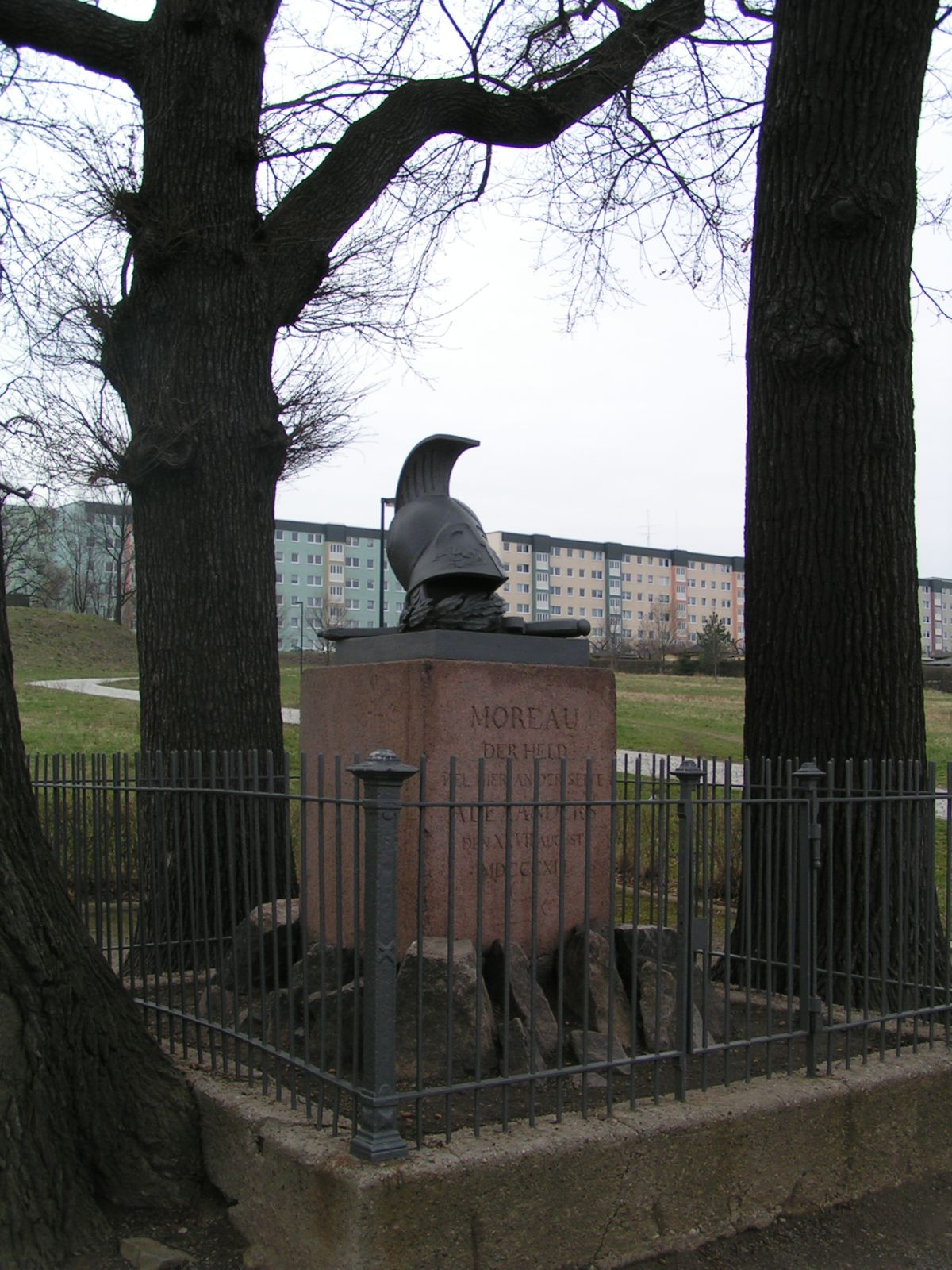
Monument voor Moreau te Dresden

Bij de veldslag raakte ook de vroegere medestander van Napoleon, maarschalk Jean Victor Marie Moreau, dodelijk gewond. Hij was vanuit zijn ballingschap in Amerika teruggekeerd om tsaar Alexander I van Rusland militaire raad te geven om Napoleon te verslaan.

## Achtervolging
Als de achtervolging zou slagen zou wellicht de totale overwinning volgen waar Napoleon zo op hoopte. Vandammes korps was in de ideale positie om te achtervolgen.
Generaal Vandamme verloor tijdens deze achtervolging vrijwel zijn hele korps met de kanonnen in de slag bij Kulm. Zelf werd hij krijgsgevangen genomen.